# Sade Adu/Diskografie
Diese Diskografie ist eine Übersicht über die musikalischen Werke der nigerianisch-britischen Smooth-Jazz-, Soul- und R&B-Sängerin Sade Adu. Den Quellenangaben zufolge verkaufte sie bisher mehr als 100 Millionen Tonträger, wovon sie den Schallplattenauszeichnungen zufolge allein in den Vereinigten Staaten 25,1 Millionen Tonträger verkaufte. Ihre erfolgreichste Veröffentlichung ist das Debütalbum Diamond Life mit über 7,1 Millionen verkauften Einheiten.

## Alben

### Studioalben
| Jahr | Titel Musiklabel                        | Höchstplatzierung, Gesamtwochen/‑monate, AuszeichnungChartplatzierungen (Jahr, Titel, Musiklabel, Platzierungen, Wochen/Monate, Auszeichnungen, Anmerkungen) | Höchstplatzierung, Gesamtwochen/‑monate, AuszeichnungChartplatzierungen (Jahr, Titel, Musiklabel, Platzierungen, Wochen/Monate, Auszeichnungen, Anmerkungen) | Höchstplatzierung, Gesamtwochen/‑monate, AuszeichnungChartplatzierungen (Jahr, Titel, Musiklabel, Platzierungen, Wochen/Monate, Auszeichnungen, Anmerkungen) | Höchstplatzierung, Gesamtwochen/‑monate, AuszeichnungChartplatzierungen (Jahr, Titel, Musiklabel, Platzierungen, Wochen/Monate, Auszeichnungen, Anmerkungen) | Höchstplatzierung, Gesamtwochen/‑monate, AuszeichnungChartplatzierungen (Jahr, Titel, Musiklabel, Platzierungen, Wochen/Monate, Auszeichnungen, Anmerkungen) | Höchstplatzierung, Gesamtwochen/‑monate, AuszeichnungChartplatzierungen (Jahr, Titel, Musiklabel, Platzierungen, Wochen/Monate, Auszeichnungen, Anmerkungen) | Anmerkungen                                                  |
| Jahr | Titel Musiklabel                        | DE | AT | CH | UK | US | R&B | Anmerkungen                                                  |
| ---- | --------------------------------------- | --- | --- | --- | --- | --- | --- | ------------------------------------------------------------ |
| 1984 | Diamond Life Epic Records (Sony)        | DE1 Platin · (77 Wo.)DE | AT1 (10 Mt.)AT | CH1 ×2Doppelplatin · (34 Wo.)CH | UK2 ×4Vierfachplatin · (99 Wo.)UK | US5 ×4Vierfachplatin · (81 Wo.)US | R&B3 (76 Wo.)R&B | Erstveröffentlichung: 16. Juli 1984 Verkäufe: + 7.150.000    |
| 1985 | Promise Epic Records (Sony)             | DE2 Platin · (42 Wo.)DE | AT6 (6 Mt.)AT | CH1 (21 Wo.)CH | UK1 ×2Doppelplatin · (31 Wo.)UK | US1 ×4Vierfachplatin · (46 Wo.)US | R&B1 (45 Wo.)R&B | Erstveröffentlichung: 4. November 1985 Verkäufe: + 6.343.935 |
| 1988 | Stronger Than Pride Epic Records (Sony) | DE4 Gold · (36 Wo.)DE | AT6 (4 Mt.)AT | CH2 Platin · (14 Wo.)CH | UK3 Platin · (17 Wo.)UK | US7 ×3Dreifachplatin · (45 Wo.)US | R&B3 (44 Wo.)R&B | Erstveröffentlichung: 5. April 1988 Verkäufe: + 4.520.000    |
| 1992 | Love Deluxe Epic Records (Sony)         | DE14 Gold · (34 Wo.)DE | AT11 (16 Wo.)AT | CH6 Gold · (15 Wo.)CH | UK10 Gold · (27 Wo.)UK | US3 ×4Vierfachplatin · (103 Wo.)US | R&B2 (105 Wo.)R&B | Erstveröffentlichung: 23. Oktober 1992 Verkäufe: + 5.385.000 |
| 2000 | Lovers Rock Epic Records (Sony)         | DE4 Platin · (25 Wo.)DE | AT5 Gold · (19 Wo.)AT | CH6 Gold · (20 Wo.)CH | UK18 Platin · (22 Wo.)UK | US3 ×3Dreifachplatin · (58 Wo.)US | R&B2 (63 Wo.)R&B | Erstveröffentlichung: 8. November 2000 Verkäufe: + 5.680.569 |
| 2010 | Soldier of Love Epic Records (Sony)     | DE2 Gold · (20 Wo.)DE | AT2 Gold · (14 Wo.)AT | CH1 Platin · (23 Wo.)CH | UK4 Gold · (8 Wo.)UK | US1 Platin · (33 Wo.)US | R&B1 (67 Wo.)R&B | Erstveröffentlichung: 5. Februar 2010 Verkäufe: + 2.101.304  |

### Livealben
| Jahr | Titel Musiklabel                            | Höchstplatzierung, Gesamtwochen, AuszeichnungChartplatzierungen (Jahr, Titel, Musiklabel, Platzierungen, Wochen, Auszeichnungen, Anmerkungen) | Höchstplatzierung, Gesamtwochen, AuszeichnungChartplatzierungen (Jahr, Titel, Musiklabel, Platzierungen, Wochen, Auszeichnungen, Anmerkungen) | Höchstplatzierung, Gesamtwochen, AuszeichnungChartplatzierungen (Jahr, Titel, Musiklabel, Platzierungen, Wochen, Auszeichnungen, Anmerkungen) | Höchstplatzierung, Gesamtwochen, AuszeichnungChartplatzierungen (Jahr, Titel, Musiklabel, Platzierungen, Wochen, Auszeichnungen, Anmerkungen) | Höchstplatzierung, Gesamtwochen, AuszeichnungChartplatzierungen (Jahr, Titel, Musiklabel, Platzierungen, Wochen, Auszeichnungen, Anmerkungen) | Höchstplatzierung, Gesamtwochen, AuszeichnungChartplatzierungen (Jahr, Titel, Musiklabel, Platzierungen, Wochen, Auszeichnungen, Anmerkungen) | Anmerkungen                                                |
| Jahr | Titel Musiklabel                            | DE | AT | CH | UK | US | R&B | Anmerkungen                                                |
| ---- | ------------------------------------------- | --- | --- | --- | --- | --- | --- | ---------------------------------------------------------- |
| 2002 | Lovers Live Epic Records (Sony)             | DE41 (8 Wo.)DE | AT40 (4 Wo.)AT | CH27 (9 Wo.)CH | UK51 (3 Wo.)UK | US10 Gold · (15 Wo.)US | R&B5 (15 Wo.)R&B | Erstveröffentlichung: 11. Februar 2002 Verkäufe: + 550.000 |
| 2012 | Bring Me Home Live 2011 Epic Records (Sony) | DE15 (6 Wo.)DE | AT*AT | CH*CH | UK*UK | US*US | — | Erstveröffentlichung: 8. Juni 2012 * siehe Videoalbum      |

### Kompilationen
| Jahr | Titel Musiklabel                                          | Höchstplatzierung, Gesamtwochen, AuszeichnungChartplatzierungen (Jahr, Titel, Musiklabel, Platzierungen, Wochen, Auszeichnungen, Anmerkungen) | Höchstplatzierung, Gesamtwochen, AuszeichnungChartplatzierungen (Jahr, Titel, Musiklabel, Platzierungen, Wochen, Auszeichnungen, Anmerkungen) | Höchstplatzierung, Gesamtwochen, AuszeichnungChartplatzierungen (Jahr, Titel, Musiklabel, Platzierungen, Wochen, Auszeichnungen, Anmerkungen) | Höchstplatzierung, Gesamtwochen, AuszeichnungChartplatzierungen (Jahr, Titel, Musiklabel, Platzierungen, Wochen, Auszeichnungen, Anmerkungen) | Höchstplatzierung, Gesamtwochen, AuszeichnungChartplatzierungen (Jahr, Titel, Musiklabel, Platzierungen, Wochen, Auszeichnungen, Anmerkungen) | Höchstplatzierung, Gesamtwochen, AuszeichnungChartplatzierungen (Jahr, Titel, Musiklabel, Platzierungen, Wochen, Auszeichnungen, Anmerkungen) | Anmerkungen                                                  |
| Jahr | Titel Musiklabel                                          | DE | AT | CH | UK | US | R&B | Anmerkungen                                                  |
| ---- | --------------------------------------------------------- | --- | --- | --- | --- | --- | --- | ------------------------------------------------------------ |
| 1994 | The Best of Sade Epic Records (Sony)                      | DE15 Gold · (18 Wo.)DE | AT9 Gold · (15 Wo.)AT | CH11 (13 Wo.)CH | UK6 ×2Doppelplatin · (21 Wo.)UK | US9 ×4Vierfachplatin · (114 Wo.)US | R&B7 (111 Wo.)R&B | Erstveröffentlichung: 31. Oktober 1994 Verkäufe: + 6.850.000 |
| 2011 | The Ultimate Collection Epic Records • RCA Records (Sony) | DE17 (9 Wo.)DE | AT22 (7 Wo.)AT | CH11 (15 Wo.)CH | UK8 Gold · (7 Wo.)UK | US7 (19 Wo.)US | R&B2 (51 Wo.)R&B | Erstveröffentlichung: 29. April 2011 Verkäufe: + 248.000     |

### EPs
| Jahr | Titel Musiklabel                     | Anmerkungen                                                      |
| ---- | ------------------------------------ | ---------------------------------------------------------------- |
| 1988 | The 12″ Mixes Epic Records (CBS)     | Erstveröffentlichung: 1988 Veröffentlichung nur in Australien    |
| 1989 | Solid Gold: Sade Epic Records (Sony) | Erstveröffentlichung: 1989                                       |
| 1993 | The Remix Deluxe Epic Records (Sony) | Erstveröffentlichung: 2. Juni 1993 Veröffentlichung nur in Japan |

## Singles
| Jahr | Titel Album                                     | Höchstplatzierung, Gesamtwochen/‑monate, AuszeichnungChartplatzierungen (Jahr, Titel, Album, Platzierungen, Wochen/Monate, Auszeichnungen, Anmerkungen) | Höchstplatzierung, Gesamtwochen/‑monate, AuszeichnungChartplatzierungen (Jahr, Titel, Album, Platzierungen, Wochen/Monate, Auszeichnungen, Anmerkungen) | Höchstplatzierung, Gesamtwochen/‑monate, AuszeichnungChartplatzierungen (Jahr, Titel, Album, Platzierungen, Wochen/Monate, Auszeichnungen, Anmerkungen) | Höchstplatzierung, Gesamtwochen/‑monate, AuszeichnungChartplatzierungen (Jahr, Titel, Album, Platzierungen, Wochen/Monate, Auszeichnungen, Anmerkungen) | Höchstplatzierung, Gesamtwochen/‑monate, AuszeichnungChartplatzierungen (Jahr, Titel, Album, Platzierungen, Wochen/Monate, Auszeichnungen, Anmerkungen) | Höchstplatzierung, Gesamtwochen/‑monate, AuszeichnungChartplatzierungen (Jahr, Titel, Album, Platzierungen, Wochen/Monate, Auszeichnungen, Anmerkungen) | Anmerkungen                                                |
| Jahr | Titel Album                                     | DE | AT | CH | UK | US | R&B | Anmerkungen                                                |
| ---- | ----------------------------------------------- | --- | --- | --- | --- | --- | --- | ---------------------------------------------------------- |
| 1984 | Your Love Is King Diamond Life                  | — | — | — | UK6 Silber · (14 Wo.)UK | US54 (11 Wo.)US | R&B35 (12 Wo.)R&B | Erstveröffentlichung: Januar 1984 Verkäufe: + 245.000      |
| 1984 | When am I Going to Make a Living Diamond Life   | — | — | — | UK36 (5 Wo.)UK | — | — | Erstveröffentlichung: Mai 1984                             |
| 1984 | Smooth Operator Diamond Life                    | DE11 Gold · (16 Wo.)DE | AT12 (3 Mt.)AT | CH14 (10 Wo.)CH | UK19 Platin · (10 Wo.)UK | US5 (20 Wo.)US | R&B5 (17 Wo.)R&B | Erstveröffentlichung: August 1984 Verkäufe: + 1.130.000    |
| 1984 | Hang on to Your Love Diamond Life               | — | — | — | — | — | R&B14 (19 Wo.)R&B | Erstveröffentlichung: November 1984                        |
| 1985 | The Sweetest Taboo Promise                      | DE28 (13 Wo.)DE | AT24 (½ Mt.)AT | CH14 (8 Wo.)CH | UK31 Silber · (5 Wo.)UK | US5 (22 Wo.)US | R&B3 (20 Wo.)R&B | Erstveröffentlichung: 7. Oktober 1985 Verkäufe: + 200.000  |
| 1985 | Is It a Crime? Promise                          | DE57 (5 Wo.)DE | — | CH30 (1 Wo.)CH | UK49 (3 Wo.)UK | — | R&B55 (7 Wo.)R&B | Erstveröffentlichung: Dezember 1985                        |
| 1986 | Never as Good as the First Time Promise         | DE65 (3 Wo.)DE | — | — | UK89 (1 Wo.)UK | US20 (12 Wo.)US | R&B8 (14 Wo.)R&B | Erstveröffentlichung: 3. März 1986                         |
| 1988 | Love Is Stronger Than Pride Stronger Than Pride | DE51 (13 Wo.)DE | — | — | UK44 (3 Wo.)UK | — | — | Erstveröffentlichung: 21. März 1988                        |
| 1988 | Paradise Stronger Than Pride                    | — | — | — | UK29 (7 Wo.)UK | US16 (15 Wo.)US | R&B1 (14 Wo.)R&B | Erstveröffentlichung: 23. Mai 1988                         |
| 1988 | Nothing Can Come Between Us Stronger Than Pride | — | — | — | UK92 (1 Wo.)UK | — | R&B3 (13 Wo.)R&B | Erstveröffentlichung: Juli 1988                            |
| 1988 | Turn My Back on You Stronger Than Pride         | — | — | — | — | — | R&B12 (14 Wo.)R&B | Erstveröffentlichung: November 1988                        |
| 1989 | Haunt Me Stronger Than Pride                    | — | — | — | — | — | — | Erstveröffentlichung: Februar 1989                         |
| 1992 | No Ordinary Love Love Deluxe                    | DE43 (11 Wo.)DE | — | CH23 (12 Wo.)CH | UK14 Silber · (11 Wo.)UK | US28 (27 Wo.)US | R&B9 (20 Wo.)R&B | Erstveröffentlichung: 28. September 1992                   |
| 1992 | Feel No Pain Love Deluxe                        | DE80 (4 Wo.)DE | — | — | UK56 (2 Wo.)UK | — | R&B59 (8 Wo.)R&B | Erstveröffentlichung: November 1992                        |
| 1993 | Kiss of Life Love Deluxe                        | DE88 (3 Wo.)DE | — | — | UK44 Silber · (3 Wo.)UK | US78 (11 Wo.)US | R&B10 (20 Wo.)R&B | Erstveröffentlichung: 26. April 1993 Verkäufe: + 200.000   |
| 1993 | Cherish the Day Love Deluxe                     | — | — | — | UK53 (2 Wo.)UK | — | R&B45 (17 Wo.)R&B | Erstveröffentlichung: 24. August 1993                      |
| 2000 | By Your Side Lovers Rock                        | DE67 (4 Wo.)DE | — | CH61 (12 Wo.)CH | UK17 Gold · (5 Wo.)UK | US75 (11 Wo.)US | R&B41 (20 Wo.)R&B | Erstveröffentlichung: 30. Oktober 2000 Verkäufe: + 475.000 |
| 2001 | King of Sorrow Lovers Rock                      | — | — | — | UK59 (1 Wo.)UK | — | — | Erstveröffentlichung: 26. Februar 2001                     |
| 2018 | Flower of the Universe Das Zeiträtsel (O.S.T.)  | — | — | — | — | — | — | Erstveröffentlichung: 9. März 2018                         |
| 2024 | Young Lion Transa (Sampler)                     | — | — | — | — | — | — | Erstveröffentlichung: 22. November 2024                    |

## Videoalben und Musikvideos

### Videoalben
| Jahr | Titel Musiklabel                                           | Höchstplatzierung, Gesamtwochen, AuszeichnungChartplatzierungen (Jahr, Titel, Musiklabel, Platzierungen, Wochen, Auszeichnungen, Anmerkungen) | Höchstplatzierung, Gesamtwochen, AuszeichnungChartplatzierungen (Jahr, Titel, Musiklabel, Platzierungen, Wochen, Auszeichnungen, Anmerkungen) | Höchstplatzierung, Gesamtwochen, AuszeichnungChartplatzierungen (Jahr, Titel, Musiklabel, Platzierungen, Wochen, Auszeichnungen, Anmerkungen) | Höchstplatzierung, Gesamtwochen, AuszeichnungChartplatzierungen (Jahr, Titel, Musiklabel, Platzierungen, Wochen, Auszeichnungen, Anmerkungen) | Höchstplatzierung, Gesamtwochen, AuszeichnungChartplatzierungen (Jahr, Titel, Musiklabel, Platzierungen, Wochen, Auszeichnungen, Anmerkungen) | Anmerkungen                                                                   |
| Jahr | Titel Musiklabel                                           | DE | AT | CH | UK | US | Anmerkungen                                                                   |
| ---- | ---------------------------------------------------------- | --- | --- | --- | --- | --- | ----------------------------------------------------------------------------- |
| 1985 | Diamond Life CBS FOX Video Music                           | — | — | — | — | US9 Gold · (… Wo.)US | Erstveröffentlichung: 1985 Verkäufe: + 50.000                                 |
| 1993 | Life, Promise, Pride, Love Epic Records (Sony)             | — | — | — | — | US9 Platin · (… Wo.)US | Erstveröffentlichung: 25. August 1993 Verkäufe: + 100.000                     |
| 1994 | Live Epic Records (Sony)                                   | — | — | — | UK48 (1 Wo.)UK | US8 ×2Doppelplatin · (… Wo.)US | Erstveröffentlichung: 22. November 1994 Verkäufe: + 200.000                   |
| 2002 | Lovers Live Epic Records (Sony)                            | DE* GoldDE | AT*AT | CH*CH | UK20 (4 Wo.)UK | US1 Platin · (… Wo.)US | Erstveröffentlichung: 18. Februar 2002 Verkäufe: + 168.000; * siehe Livealbum |
| 2012 | Bring Me Home: Live 2011 Epic Records • RCA Records (Sony) | DE* PlatinDE | AT1 (11 Wo.)AT | CH1 (19 Wo.)CH | UK3 (16 Wo.)UK | US1 (… Wo.)US | Erstveröffentlichung: 8. Juni 2012 Verkäufe: + 80.000; * siehe Livealbum      |

### Musikvideos
| Jahr | Titel                            | Regie         |
| ---- | -------------------------------- | ------------- |
| 1984 | Your Love Is King                | Jack Semmens  |
| 1984 | When am I Going to Make a Living | Stuart Orme   |
| 1984 | Hang on to Your Love             | Brian Ward    |
| 1984 | Smooth Operator                  | Julian Temple |
| 1985 | The Sweetest Taboo               | Brian Ward    |
| 1986 | Never as Good as the First Time  | Brian Ward    |
| 1986 | Is It a Crime?                   | Brian Ward    |
| 1988 | Love Is Stronger Than Pride      | Sophie Muller |
| 1988 | Paradise                         | Alex McDowell |
| 1988 | Nothing Can Come Between Us      | Sophie Muller |
| 1988 | Turn My Back on You              | Sophie Muller |
| 1992 | No Ordinary Love                 | Sophie Muller |
| 1992 | Feel No Pain                     | Albert Watson |
| 1993 | Kiss of Life                     | Albert Watson |
| 1993 | Cherish the Day                  | Albert Watson |
| 2000 | By Your Side                     | Sophie Muller |
| 2001 | King of Sorrow                   | Sophie Muller |
| 2009 | Soldier of Love                  | Sophie Muller |
| 2010 | Babyfather                       | Sophie Muller |
| 2011 | Love Is Found                    | Sophie Muller |
| 2024 | Young Lion                       | Sophie Muller |

## Boxsets
| Jahr | Titel Musiklabel             | Höchstplatzierung, Gesamtwochen, AuszeichnungChartplatzierungen (Jahr, Titel, Musiklabel, Platzierungen, Wochen, Auszeichnungen, Anmerkungen) | Höchstplatzierung, Gesamtwochen, AuszeichnungChartplatzierungen (Jahr, Titel, Musiklabel, Platzierungen, Wochen, Auszeichnungen, Anmerkungen) | Höchstplatzierung, Gesamtwochen, AuszeichnungChartplatzierungen (Jahr, Titel, Musiklabel, Platzierungen, Wochen, Auszeichnungen, Anmerkungen) | Höchstplatzierung, Gesamtwochen, AuszeichnungChartplatzierungen (Jahr, Titel, Musiklabel, Platzierungen, Wochen, Auszeichnungen, Anmerkungen) | Höchstplatzierung, Gesamtwochen, AuszeichnungChartplatzierungen (Jahr, Titel, Musiklabel, Platzierungen, Wochen, Auszeichnungen, Anmerkungen) | Höchstplatzierung, Gesamtwochen, AuszeichnungChartplatzierungen (Jahr, Titel, Musiklabel, Platzierungen, Wochen, Auszeichnungen, Anmerkungen) | Anmerkungen                           |
| Jahr | Titel Musiklabel             | DE | AT | CH | UK | US | R&B | Anmerkungen                           |
| ---- | ---------------------------- | --- | --- | --- | --- | --- | --- | ------------------------------------- |
| 2020 | This Far Epic Records (Sony) | DE51 (1 Wo.)DE | — | — | — | — | — | Erstveröffentlichung: 9. Oktober 2020 |

## Promoveröffentlichungen
Promo-Singles

| Jahr | Titel Album                                          | Höchstplatzierung, Gesamtwochen, AuszeichnungChartplatzierungen (Jahr, Titel, Album, Platzierungen, Wochen, Auszeichnungen, Anmerkungen) | Höchstplatzierung, Gesamtwochen, AuszeichnungChartplatzierungen (Jahr, Titel, Album, Platzierungen, Wochen, Auszeichnungen, Anmerkungen) | Höchstplatzierung, Gesamtwochen, AuszeichnungChartplatzierungen (Jahr, Titel, Album, Platzierungen, Wochen, Auszeichnungen, Anmerkungen) | Höchstplatzierung, Gesamtwochen, AuszeichnungChartplatzierungen (Jahr, Titel, Album, Platzierungen, Wochen, Auszeichnungen, Anmerkungen) | Höchstplatzierung, Gesamtwochen, AuszeichnungChartplatzierungen (Jahr, Titel, Album, Platzierungen, Wochen, Auszeichnungen, Anmerkungen) | Höchstplatzierung, Gesamtwochen, AuszeichnungChartplatzierungen (Jahr, Titel, Album, Platzierungen, Wochen, Auszeichnungen, Anmerkungen) | Anmerkungen                             |
| Jahr | Titel Album                                          | DE | AT | CH | UK | US | R&B | Anmerkungen                             |
| ---- | ---------------------------------------------------- | --- | --- | --- | --- | --- | --- | --------------------------------------- |
| 1994 | Pearls Love Deluxe                                   | — | — | — | — | — | — | Erstveröffentlichung: 1994              |
| 1994 | Please Send Me Someone to Love Philadelphia (O.S.T.) | — | — | — | — | — | — | Erstveröffentlichung: 1994              |
| 2000 | Flow Lovers Rock                                     | — | — | — | — | — | — | Erstveröffentlichung: 22. April 2000    |
| 2000 | Lovers Rock                                          | — | — | — | — | — | — | Erstveröffentlichung: 2000              |
| 2009 | Soldier of Love                                      | — | — | CH25 (7 Wo.)CH | — | US52 (11 Wo.)US | R&B6 (22 Wo.)R&B | Erstveröffentlichung: 7. Dezember 2009  |
| 2010 | Babyfather Soldier of Love                           | — | — | — | — | — | R&B53 (17 Wo.)R&B | Erstveröffentlichung: 3. Mai 2010       |
| 2010 | The Moon and the Sky Soldier of Love                 | — | — | — | — | — | R&B54 (17 Wo.)R&B | Erstveröffentlichung: 2010              |
| 2011 | Still in Love with You The Ultimate Collection       | — | — | — | — | — | R&B55 (16 Wo.)R&B | Erstveröffentlichung: 5. April 2011     |
| 2011 | Love Is Found The Ultimate Collection                | — | — | — | — | — | — | Erstveröffentlichung: 11. April 2011    |
| 2018 | The Big Unknown Widows – Tödliche Witwen (O.S.T.)    | — | — | — | — | — | — | Erstveröffentlichung: 14. Dezember 2018 |

## Sonderveröffentlichungen
| Jahr | Titel Album                       | Anmerkungen                             |
| ---- | --------------------------------- | --------------------------------------- |
| 2004 | Your Love Is King (Live) Live Aid | Erstveröffentlichung: 8. November 2004  |
| 2005 | Mum Voices for Darfur             | Erstveröffentlichung: 5. September 2005 |
| 2024 | Young Lion Transa                 | Erstveröffentlichung: 22. November 2024 |

| Jahr | Titel Soundtrack                              | Anmerkungen                             |
| ---- | --------------------------------------------- | --------------------------------------- |
| 1986 | Killer Blow Absolute Beginners – Junge Helden | Erstveröffentlichung: 7. April 1986     |
| 1993 | Please Send Me Someone to Love Philadelphia   | Erstveröffentlichung: 24. Dezember 1993 |
| 2018 | Flower of the Universe Das Zeiträtsel         | Erstveröffentlichung: 30. März 2018     |
| 2018 | The Big Unknown Widows – Tödliche Witwen      | Erstveröffentlichung: 14. Dezember 2018 |

## Statistik

### Chartauswertung
|                     | DE     | AT    | CH    | UK    | US    | R&B     |
| ------------------- | ------ | ----- | ----- | ----- | ----- | ------- |
| Nummer-eins-Alben   | DE1DE  | AT1AT | CH3CH | UK1UK | US2US | R&B2R&B |
| Top-10-Alben        | DE5DE  | AT6AT | CH6CH | UK6UK | US9US | R&B9R&B |
| Alben in den Charts | DE11DE | AT9AT | CH9CH | UK9UK | US9US | R&B9R&B |

|                       | DE    | AT    | CH    | UK     | US    | R&B      |
| --------------------- | ----- | ----- | ----- | ------ | ----- | -------- |
| Nummer-eins-Singles   | DE—DE | AT—AT | CH—CH | UK—UK  | US—US | R&B1R&B  |
| Top-10-Singles        | DE—DE | AT—AT | CH—CH | UK1UK  | US2US | R&B8R&B  |
| Singles in den Charts | DE9DE | AT2AT | CH6CH | UK15UK | US9US | R&B18R&B |

|                          | DE    | AT    | CH    | UK    | US    |
| ------------------------ | ----- | ----- | ----- | ----- | ----- |
| Nummer-eins-Videoalben   | DE—DE | AT1AT | CH1CH | UK—UK | US2US |
| Top-10-Videoalben        | DE—DE | AT1AT | CH1CH | UK1UK | US5US |
| Videoalben in den Charts | DE—DE | AT1AT | CH1CH | UK3UK | US5US |

### Auszeichnungen für Musikverkäufe
Das Lied Like a Tattoo (+ 200.000) wurde weder als Single veröffentlicht, noch konnte es sich aufgrund von Downloads oder Streaming in den Charts platzieren, dennoch erhielt es Schallplattenauszeichnungen.
| Land/RegionAuszeichnungen für Musikverkäufe (Land/Region, Auszeichnungen, Verkäufe, Quellen) | Silber     | Gold       | Platin         | Diamant  | Verkäufe    | Quellen                                                    |
| -------------------------------------------------------------------------------------------- | ---------- | ---------- | -------------- | -------- | ----------- | ---------------------------------------------------------- |
| Argentinien (CAPIF)                                                                          | —          | —          | Platin1        | —        | 60.000      | capif.org.ar                                               |
| Australien (ARIA)                                                                            | —          | Gold1      | 9× Platin9     | —        | 665.000     | aria.com.au                                                |
| Belgien (BRMA)                                                                               | —          | 2× Gold2   | 2× Platin2     | —        | 165.000     | ultratop.be                                                |
| Brasilien (PMB)                                                                              | —          | 4× Gold4   | —              | —        | 245.000     | pro-musicabr.org.br                                        |
| Dänemark (IFPI)                                                                              | —          | 4× Gold4   | 4× Platin4     | —        | 240.000     | ifpi.dk                                                    |
| Deutschland (BVMI)                                                                           | —          | 6× Gold6   | 4× Platin4     | —        | 2.525.000   | musikindustrie.de                                          |
| Europa (IFPI)                                                                                | —          | —          | 4× Platin4     | —        | (4.000.000) | ifpi.org (Memento vom 1. Januar 2014 im Internet Archive)  |
| Finnland (IFPI)                                                                              | —          | 2× Gold2   | Platin1        | —        | 119.782     | ifpi.fi                                                    |
| Frankreich (SNEP)                                                                            | —          | 3× Gold3   | 10× Platin10   | —        | 2.810.000   | infodisc.fr snepmusique.com                                |
| Griechenland (IFPI)                                                                          | —          | —          | Platin1        | —        | 6.000       | Einzelnachweise                                            |
| Italien (FIMI)                                                                               | —          | 3× Gold3   | 4× Platin4     | —        | 510.000     | fimi.it                                                    |
| Japan (RIAJ)                                                                                 | —          | 2× Gold2   | Platin1        | —        | 400.000     | riaj.or.jp                                                 |
| Kanada (MC)                                                                                  | —          | —          | 12× Platin12   | —        | 1.180.000   | musiccanada.com                                            |
| Neuseeland (RMNZ)                                                                            | —          | 3× Gold3   | 14× Platin14   | —        | 307.500     | aotearoamusiccharts.co.nz NZ2                              |
| Niederlande (NVPI)                                                                           | —          | 3× Gold3   | 3× Platin3     | —        | 425.000     | nvpi.nl                                                    |
| Norwegen (IFPI)                                                                              | —          | Gold1      | —              | —        | 25.000      | ifpi.no (Memento vom 5. November 2012 im Internet Archive) |
| Österreich (IFPI)                                                                            | —          | 3× Gold3   | —              | —        | 65.000      | ifpi.at                                                    |
| Polen (ZPAV)                                                                                 | —          | —          | 7× Platin7     | Diamant1 | 270.000     | olis.pl                                                    |
| Portugal (AFP)                                                                               | —          | —          | 2× Platin2     | —        | 28.000      | Einzelnachweise                                            |
| Russland (NFPF)                                                                              | —          | Gold1      | 2× Platin2     | —        | 50.000      | Einzelnachweise                                            |
| Schweden (IFPI)                                                                              | —          | 2× Gold2   | Platin1        | —        | 150.000     | sverigetopplistan.se                                       |
| Schweiz (IFPI)                                                                               | —          | 2× Gold2   | 4× Platin4     | —        | 225.000     | hitparade.ch                                               |
| Spanien (Promusicae)                                                                         | —          | 5× Gold5   | 6× Platin6     | —        | 730.000     | elportaldemusica.es ES2 ES3                                |
| Ungarn (MAHASZ)                                                                              | —          | Gold1      | 2× Platin2     | —        | 15.000      | slagerlistak.hu                                            |
| Vereinigte Staaten (RIAA)                                                                    | —          | 2× Gold2   | 27× Platin27   | —        | 25.150.000  | riaa.com                                                   |
| Vereinigtes Königreich (BPI)                                                                 | 5× Silber5 | 4× Gold4   | 11× Platin11   | —        | 5.300.000   | bpi.co.uk                                                  |
| Insgesamt                                                                                    | 5× Silber5 | 54× Gold54 | 132× Platin132 | Diamant1 |             |                                                            |